# Cerithiella metula
Cerithiella metula is een slakkensoort uit de familie van de Newtoniellidae. De wetenschappelijke naam van de soort is voor het eerst geldig gepubliceerd in 1846 door Lovén.

## Beschrijving
De hoogst beschreven lengte is 11 mm. 

## Leefgebied
De minimaal beschreven diepte is 201 meter. De maximaal beschreven diepte is 2915 meter. 